# Oberea circumscutellaris
Oberea circumscutellaris är en skalbaggsart som beskrevs av Stefan von Breuning 1962. Oberea circumscutellaris ingår i släktet Oberea och familjen långhorningar. Inga underarter finns listade i Catalogue of Life.